# Teddia dioscoris
Teddia dioscoris es una especie de mantis de la familia Mantidae. Es el único miembro del género monotípico Teddia.

## Distribución geográfica
Se encuentra en Socotra (Yemen).